# رينيه أنسيلمو
رينيه أنسيلمو (بالإنجليزية: Rene Anselmo)‏ هو شخصية أعمال أمريكي، ولد في 14 يناير 1926، وتوفي في 9 سبتمبر 1995.